# 도토루 커피

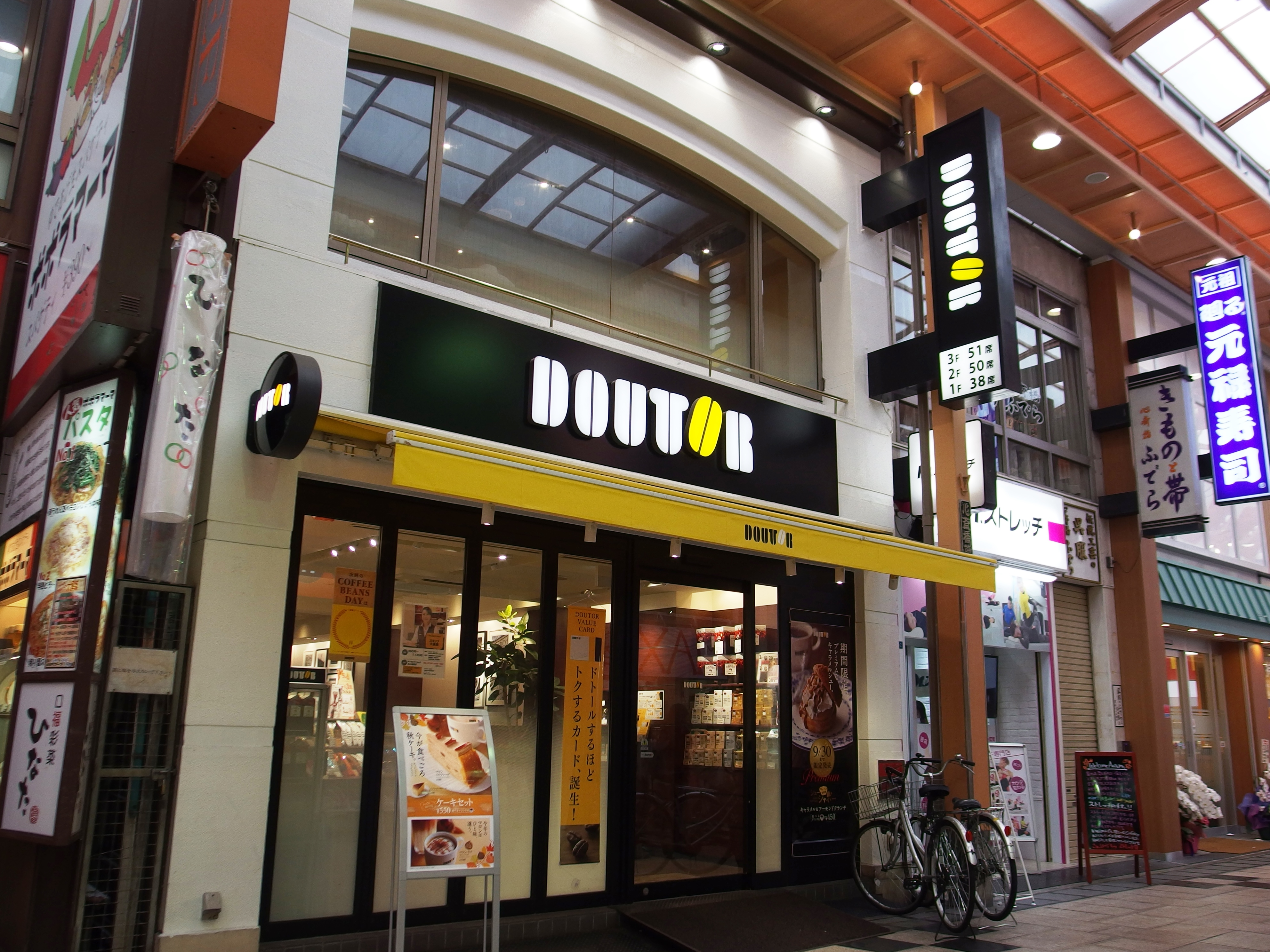

도토루 커피(영어: Doutor Coffee, 일본어: ドトールコーヒー 도토루 코히[*])는 일본의 커피 전문점이다.